# I Don’t Believe You (She Acts Like We Never Have Met)
I Don't Believe You (She Acts Like We Never Have Met) – piosenka skomponowana przez Boba Dylana, nagrana przez niego w czerwcu 1964 r. i wydana na czwartym studyjnym albumie Another Side of Bob Dylan w sierpniu 1964 r.

## Historia i charakter utworu
„I Don’t Believe You” to kolejna kompozycja Dylana z serii związanej z rozejściem się z jego nowojorską miłością – Suze Rotolo. Utwór ten jest rodzajem zemsty wobec kobiety, która od artysty odeszła.
Pierwsze wykonania tego utworu były spokojne i dość humorystyczne (w czaplinowskim stylu), szczególnie słychać to podczas koncertu w nowojorskiej Philharmonic Hall 31 października 1964 r.
Utwór podlegał najróżniejszym aranżacjom i sposobom wykonania, od wersji solowych do wersji z towarzyszeniem różnych zespołów, od wykonań pogodnych, poprzez gniewne, do spokojnych, a nawet w pewien sposób nieśmiałych wersji z koncertów Rolling Thunder Revue z 1975 r.
Na albumie Another Side of Bob Dylan (1964) piosenka ta nosi tytuł „I Don’t Believe You”. Jednak od momentu wydania koncertowej wersji tego utworu z podtytułem (She Acts Like We Never Have Met) na albumie Biograph (1985), ten pełny tytuł pojawił się we wszystkich ważnych tomach tekstów Dylana i na płytach.

## Wersje koncertowe
- 9 czerwca 1964 – Columbia Studio A; sesje do albumu. Powstało pięć wersji piosenki
- Kon. września 1964 – koncert w „Town Hall” w Filadelfii w stanie Pensylwania
- 24 października 1964 – koncert w „Symphony Hall” w Bostonie w stanie Massachusetts
- 31 października 1964 – koncert w „Philharmonic Hall” w Nowym Jorku w stanie Nowy Jork
- 28 sierpnia 1965 – koncert na korcie tenisowym „Forest Hills” w Nowym Jorku
- 3 września 1965 – koncert w „Hollywood Bowl” w Los Angeles w stanie Kalifornia
- 1 października 1965 – koncert Dylana z The Hawks/The Band w Carnegie Hall w Nowym Jorku
- 25 listopada 1965 – koncert Dylana z The Hawks/The Band w „Arie Crown Theater” w McCormick Place w Chicago w stanie Illinois
- 4 grudnia 1965 – koncert Dylana z The Hawks/The Band w „Berkeley Community Theatre” w Berkeley w Kalifornii

Dylan wykonywał ten utwór podczas tournée w 1966 r., np.:
- 5 lutego 1966 – koncert w „Westchester County Center” w White Plains w Nowym Jorku
- 5 maja 1966 – koncert w Belfaście w Irlandii Północnej. Został wydany na albumie Biograph
- 17 maja 1966 – koncert we „Free Trade Hall” w Manchesterze w Anglii; ukazał się na koncertowym albumie The Bootleg Series Vol. 4

Ta piosenka była także wykonywana podczas pierwszego tournée od czasu wypadku w maju 1966 r. Trasa rozpoczęła się 3 stycznia 1974. Towarzyszył mu zespół The Band. Dylan wykonywał ten utwór w czasie tournée Rolling Thunder Revue, które rozpoczęło się 30 października 1975. Podczas światowego tournée w 1978 r. Dylan wykonywał tę kompozycję we wszystkich trzech jego częściach:
- tournée po Dalekim Wschodzie, które zaczęło się w lutym 1978 r.
- tournée europejskim, które zaczęło się w czerwcu 1978 r.
- jesiennym tournée po USA, które zaczęło się we wrześniu 1978 r.

W 1989 r., po 11 latach przerwy, powrócił ponownie do wykonywania tej piosenki w czasie letniego europejskiego tournée i kontynuował podczas tournée amerykańskiego, które rozpoczęło się 1 lipca 1989. W latach 90. XX wieku rozpoczynał wykonywać tę kompozycję w styczniu 1990 r. podczas tournée Fastbreak.

## Dyskografia i wideografia
Albumy
- 1978: The Last Waltz
- 1985: Biograph
- 1998: The Bootleg Series Vol. 4: Bob Dylan Live 1966, The „Royal Albert Hall” Concert
- 2001: Live 1961–2000: Thirty-Nine Years of Great Concert Performances
- 2004: The Bootleg Series Vol. 6: Bob Dylan Live 1964, Concert at Philharmonic Hall

## Wersje innych wykonawców
- 1965: Ian & Sylvia – Lovin' Sounds
- 1965: Bows & Arrows – singiel
- 1968: Glen Campbell – Hey Little One
- 1969: Waylon Jennings – Don’t Think Twice
- 1972: Al Stewart – Orange
- 1992: Vole – A Tribute to Bob Dylan
- 1999: Steve Howe – Portraits of Bob Dylan
- 2002: Robyn Hitchcock – Robyn Sings